# Martin Zedlitz
Dom Martin Zedlitz byl v letech 1709-1720 opatem benediktinského kláštera v Praze na Slovanech (Emauzy). Byl prvním českým opatem od předání kláštera montserratské benediktinské kongregaci.

## Život
Martin Zedlitz se stal emauzským opatem v roce 1709. Zasáhl výrazněji do stavební podoby kláštera. Nechal v klášterním kostele vystavět novou kruchtu, čímž ovšem značně a ne zrovna šťastně zasáhl do prostorového pojetí interiéru. Rovněž bylo vystavěno dvouvěžové západní průčelí kostela, které pak v různé úpravě bylo dominantou klášterního areálu až do požáru v důsledku bombardování v roce 1945. Byly rovněž pořízeny nové varhany a do kostelíka sv. Kosmy a Damiána byl pořízen nový hlavní oltář. Opat Zedlitz zemřel v roce 1720 a novým opatem se stal Arnošt Schrattenbach, vnímaný mnichy značně kontroverzně.